# Taui (Ochotskisches Meer)
Der Taui (russisch Тауй), im Oberlauf Kawa (russisch Кава), ist ein 378 km langer Zufluss des Ochotskischen Meeres im Norden der Region Chabarowsk sowie in der Oblast Magadan.

## Flusslauf
Der Taui entsteht am Zusammenfluss von Rassawa und Losowaja etwa 70 km nordöstlich von Nowaja Inja. Er fließt anfangs in überwiegend südöstlicher Richtung. Der Taui fließt später in einem Abstand von etwa 30 km von der Meeresküste in östlicher Richtung. Am Nordufer erstreckt sich ein 6244 km² großer Teilbereich des Magadaner Naturreservats. Bei Flusskilometer 66 trifft die Tschelomdscha, größter Nebenfluss des Taui, von Norden kommend auf den Fluss. Bei Flusskilometer 37 befindet sich die Ortschaft Talon am nördlichen Flussufer. Der Taui mündet schließlich knapp 100 km westlich der Oblasthauptstadt Magadan in die Amachtonski-Bucht, die Teil der größeren Tauibucht ist und an der Nordküste des Ochotskischen Meeres liegt. An der Flussmündung liegt am linken Flussufer die Ortschaft Balagannoje. Im Unterlauf nahe der Mündung ist der Taui schiffbar.

## Hydrologie
Das Einzugsgebiet des Taui umfasst eine Fläche von 25.900 km² und reicht im Norden bis zum Suntar-Chajata-Gebirge. Der mittlere Abfluss des Taui beträgt 36 km oberhalb der Mündung 347 m³/s. Der Taui wird im Wesentlichen von der Schneeschmelze sowie von Niederschlägen gespeist. Der Fluss ist gewöhnlich zwischen Ende Oktober und Mitte Mai eisbedeckt. Die höchsten monatlichen Abflüsse treten gewöhnlich im Juni mit im Mittel 1296 m³/s auf.

## Fischfauna
Verschiedene Lachsfische nutzen den Fluss zum Laichen.